# Santuário de Fauna de Huai Kha Khaeng
O Santuário de Fauna de Huai Kha Khaeng (tailandês: ห้วยขาแข้ง) Localiza-se nas províncias de Kanchanaburi, Tak e Uthai Thani. Foi declarado Património Mundial da UNESCO em 1991, juntamente com o Santuário de Fauna de Thungyai Naresuan. Huai Kha Khaeng estende-se por uma área de 257.464 ha.